# HMS Matchless (G52)
«Матчлес» (G52) (англ. HMS Matchless (G52) — військовий корабель, ескадрений міноносець типу «M» Королівського військово-морського флоту Великої Британії за часів Другої світової війни та ВМС Туреччини в післявоєнний час.

## Історія створення
«Матчлес» був закладений 14 вересня 1940 року на верфі компанії Alexander Stephen and Sons, Глазго. 26 лютого 1942 року увійшов до складу Королівських ВМС Великої Британії.